# لیست قسمت‌های ماشا و خرس
ماشا و خرس (به روسی: Маша и Медведь) نام یک پویانمایی تلویزیونی روسی است که از سال ۲۰۰۹ تا کنون، در حال پخش است. این انیمیشن، اقتباسی آزاد از یک افسانهٔ فولکلوریک روسی به همین نام و دربارهٔ دخترکی به نام ماشا و ماجراهایش با خرسی انسان‌واره و تنومند است.

### اطلاعات درباره ماشا و خرس
تعداد فصل ها : 7
نام های دیگر : ماشا و میشا _ ماشا و آقا خرسه _ خانم کوچولو و آقا خرسه
زبان اصلی : روسی
تعداد قسمت ها : 167

## قسمت ها

### فصل 1
قسمت : 1
عنوان : اولین ملاقات
قسمت : 2
عنوان : تا بهاربیدارم نکن
قسمت : 3
عنوان : کریسمس و بابانوئل
قسمت : 4
عنوان : ردپاهای ناشناس
قسمت : 5
عنوان : زندگی با گرگ ها
قسمت : 6
عنوان : روز مربا خوری
قسمت : 7
عنوان : شروع فصل بهار
قسمت : 8
عنوان : ماهی و طعمه
قسمت : 9
عنوان : تلفن
قسمت : 10
عنوان : اسکیت روی یخ
قسمت : 11
عنوان : تحصیل
قسمت : 12
عنوان : حد و مرز
قسمت : 13
عنوان : من تو رو پیدا کردم
قسمت : 14
عنوان : اسکیت بازی
قسمت : 15
عنوان : قوم و خویش میشا
قسمت : 16
عنوان : عطسه
قسمت : 17
عنوان : ماشا و شیر برنج
قسمت : 18
عنوان : پاکیزگی و نظافت
قسمت : 19
عنوان : درس پیانو
قسمت : 20
عنوان : مهمان داریم
قسمت : 21
عنوان : تنها در خانه
قسمت : 22
عنوان : نفست رو حبس کن
قسمت : 23
عنوان : بچه سر راهی
قسمت : 24
عنوان : نوش جان
قسمت : 25
عنوان : شعبده
قسمت 26_آخر
عنوان : تعمیر خانه

### فصل 2
قسمت : 1
عنوان : نقاش باشی
قسمت : 2
عنوان : اسب سواری
قسمت : 3
عنوان : موسیقی راک
قسمت : 4
عنوان : معجون رشد
قسمت : 5
عنوان : جاروی پرنده
قسمت : 6
عنوان : باهم بودن
قسمت : 7
عنوان : زندگی شیرین
قسمت : 8
عنوان : از من عکس بگیر
قسمت : 9
عنوان : شوخی بچگانه
قسمت : 10
عنوان : خیلی زیاد
قسمت : 11
عنوان : سفر بخیر
قسمت : 12
عنوان : یک روز عجیب
قسمت : 13
عنوان : شب ترسناک
قسمت : 14
عنوان : زیبایی و آرایش
قسمت : 15
عنوان : کلاه عجیب
قسمت : 16
عنوان : و حرکت
قسمت : 17
عنوان : قهرمانان متولد نمی‌شوند
قسمت : 18
عنوان : تولد
قسمت : 19
عنوان : معمای پیچیده
قسمت : 20
عنوان : معلم رقص
قسمت : 21
عنوان : مسابقه
قسمت : 22
عنوان : خرس تیز دندان
قسمت : 23
عنوان : نمایش گوناگون
قسمت : 24
عنوان : جشن برداشت محصول
قسمت : 25
عنوان : نینجای خانگی
قسمت : 26_آخر
عنوان : به امید دیدار

### فصل 3
قسمت : 1
عنوان : دور خودم چرخیدم
قسمت : 2
عنوان : مهمانی یک افسانه
قسمت : 3
عنوان : تاکسی
قسمت : 4
عنوان : ترسناک تر از ترسناک
قسمت : 5
عنوان : نقاشی در طبیعت
قسمت : 6
عنوان : موش و گربه
قسمت : 7
عنوان : بازی های رایانه ای
قسمت : 8
عنوان : ربات
قسمت : 9
عنوان : کسانی رو که دوست دارید ترک نکنید
قسمت : 10
عنوان : می خواهم بخوابم
قسمت : 11
عنوان : تخم مرغ
قسمت : 12
عنوان : سه ماشای تفنگدار
قسمت : 13
عنوان : ما برای صلح اومدیم
قسمت : 14
عنوان : بازی
قسمت : 15
عنوان : سرماخوردگی
قسمت : 16
عنوان : کوارتت پلاس